# جونغ يون جو
جونغ يون جو (بالكورية: 정연주)‏ هي ممثلة وعارضة ازياء كورية جنوبية. ولدت يوم 9 مارس 1990 في سول في كوريا الجنوبية.

## روابط خارجية
- جونغ يون جو على موقع IMDb (الإنجليزية)
- جونغ يون جو على موقع روتن توميتوز (الإنجليزية)
- جونغ يون جو على موقع قاعدة بيانات الفيلم (الإنجليزية)